# Finally
Finally ist ein Popsong der US-amerikanischen Sängerin Fergie, im Duett mit John Legend. Es wurde als sechste und letzte Single aus ihrem Debüt-Studioalbum The Dutchess aus dem Jahre 2006 veröffentlicht. Die Single wurde im März 2008 als Download veröffentlicht. John Legend spielt Piano.

## Entstehung
Finally wurde von Fergie geschrieben und produziert. Das Lied ist ein Pop-Soul-Song. Es enthält 84 bpm.

## Musikvideo
Fergie drehte im März 2008 selbst ein eigenes Musikvideo für den Song in Los Angeles, sie übernahm die Regie und die Produktion selbst. Das Musikvideo drehte Fergie zudem auch in den Hollywood Hills. Sie drehte auch in Frank Sinatras ehemaliger Wohnung und lud sehr viele männliche Models von Wilhelmina Models für das Musikvideo ein. Das Musikvideo wurde nirgendwo veröffentlicht.

## Kommerzieller Erfolg
Finally erreichte Platz 1 (101) den Billboard Bubbling Under Hot 100 Charts, damit wurde es Fergies erste Single, die es nicht in die offiziellen US-amerikanischen Billboard Hot 100 schaffte.

## Mitwirkende
- Gesang – Stacy Ferguson
- Produzent – John Legend, Fergie, Ron Fair
- Gesangsproduzent – Stefanie Ridel, Fergie, Ron Fair
- Engineere – Josh Chervokas, Fergie, “Angry” Mike Eleopoulus
- Mixer – Allen Sides
- Songwriter – John Stephens, Fergie und Stefanie Ridel
- Piano – John Legend
- Violinen – Bruce Duvok, Natalie Leggett, Sarah Thornblade, Julie Gigante, Josefina Vergara, Tammy Hatwan, Sid Page, Katia Popov, Roberto Cani, Phillip Levy, Songa Lee, Anatoly, Rosinsky, Michele Richards, Liane Mautner, Helen Nightengale, Tiffany Hu, Becky Bunnell, Shoshana Claman
- Violen – Brian Dembow, Vicky Misckolczy, Thomas Diener, Andrew Duckles
- Cello – Larry Corbett, David Low, Suzie Katayama, Tim Loo
- Bassgitarren – Nico Abondold, Mike Valerio